# Acerodon celebensis
El zorro volador de las Célebes (Acerodon celebensis) es una especie de murciélago de la familia Pteropodidae.

## Distribución geográfica
Es endémica de las Célebes (Indonesia).